# Imperi Carolingi a les illes Balears
La influència de l'Imperi Carolingi a les Illes Balears es troba testimoniada a diversos textos i cronicons francs. Les notícies que ofereixen aquestes fonts són escasses i es presten a l'especulació sobre el grau de relació, o fins i tot de domini, de l'Imperi Carolingi i les Illes Balears.
Les referències més antigues provenen de l'obra d'Einhard, dignatari de la cort amb Carlemany, amb qui mantingué una relació estreta i en feu la seva biografia, cap a l'any 830. Precisament a la biografia fa una referència genèrica a les Illes afirmant que: “Balearico mari miscetur” (barrejà el mar Balear).
Però és en la seva altra obra, Annales Regni Francorum, escrita pels mateixos anys que l'anterior, on es donen les informacions més detallades i que serà el model de les cites posteriors. Així, informa que l'any 798, les Balears foren atacades pels musulmans, així mateix aclareix que això era un fet habitual i que el nom de les illes eren Mallorca i Menorca. Per aquest motiu a l'any següent els balears s'adreçaren a l'emperador per suplicar-li auxili i oferint-li la seva submissió. El monarca va atendre les súpliques i els defensà.
La mateixa crònica cita un altre episodi que només està vagament relacionat amb les Illes Balears, l'any 813, Ermenguer d'Empuries, apostat a les costes mallorquines, atacà la flota musulmana, procedent de Còrsega, prenguent-los vuit naus i alliberant cinc-cents corsos captius.
En aquest context, les cròniques islàmiques documenten una expedició de la marina musulmana a les illes de Mallorca, Eivissa i Sardenya, l'any 815. Aquesta razia fou reforçada per un comboi procedent de Tarragona i conjuntament assolaren els entorns de Marsella.
Dels anys 892 i 897 són dues butlles papals sobre la vinculació de Mallorca i Menorca al bisbat de Girona, de complexa interpretació i que algun historiador ha vinculat a la tradició carolíngia, mentre que d'altres han negat que es refereixin a les Illes Balears.

## Ampliacions historiogràfiques
Amb aquestes dades finalitza el vincle de la cort carolíngia amb les Illes Balears, però la historiografia antiga n'ha estès l'abast i li ha donat una transcendència major que la que es pot documentar.
Així a la Histoire generale de Languedoc, de la primera part del segle xviii, s'afirma que, en absència del rei Lluís el Pietós, els comtes que tenien el comandament a la frontera amb els sarraïns van fer una incursió naval a les Illes Balears, deslliurant les Balears de pirates musulmans i prenent possessió de Mallorca, i Menorca en nom de Lluís el Pietós. La font que cita la Historia General del Llangüedoc per arribar a aquestes conclusions, és la de Andre Duchesne, que únicament reprodueix cronicons inspirats en Einhard, sense que es pugui, per tant, deduir la intervenció d'altre monarca que Carlemany ni l'actuació unilateral dels comtes.
Una altra referència, curiosa però sense fonamentar ni base documental coneguda, és la de Pere Antoni Beuter a la Segunda parte de la crónica general de España (1551), el qual afirmà que les Balears, a la mort de Carlemany varen pertànyer a Bernard d'Itàlia net de Carlemany, que en confià el govern a Ermenguer d'Empuries.